# Fernand Goossens
Pour les articles homonymes, voir Goossens.
Fernand Goossens (21 novembre 1888 - 29 décembre 1963) est un joueur belge de football. Il défend les couleurs du Racing CB et il est à sept reprises International belge.

## Carrière
Goossens débute en 1907 comme médian offensif dans l'équipe « Premières » du Racing CB. Il y décroche rapidement une place de titulaire et fait partie de l'équipe championne de Belgique en 1908. Il arrête sa carrière au plus haut niveau en 1911.

## International
Goossens porte sept fois le maillot de l'équipe nationale belge avec laquelle il inscrit 2 buts. Il marque le but de la victoire pour sa première apparition (succès 2-1 contre la Suède) en 1908, puis sauve l'honneur pour la Belgique lors d'une défaite (4-1) aux Pays-Bas l'année suivante.

## Palmarès
- Champion de Belgique 1908 (Racing CB)

### Sources et liens externes
- Ressources relatives au sport :   - Eu-football
  - FootballDatabase
  - Transfermarkt
  - RBFA
- Site de la fédération belge de football